# ステアリング・ホイール

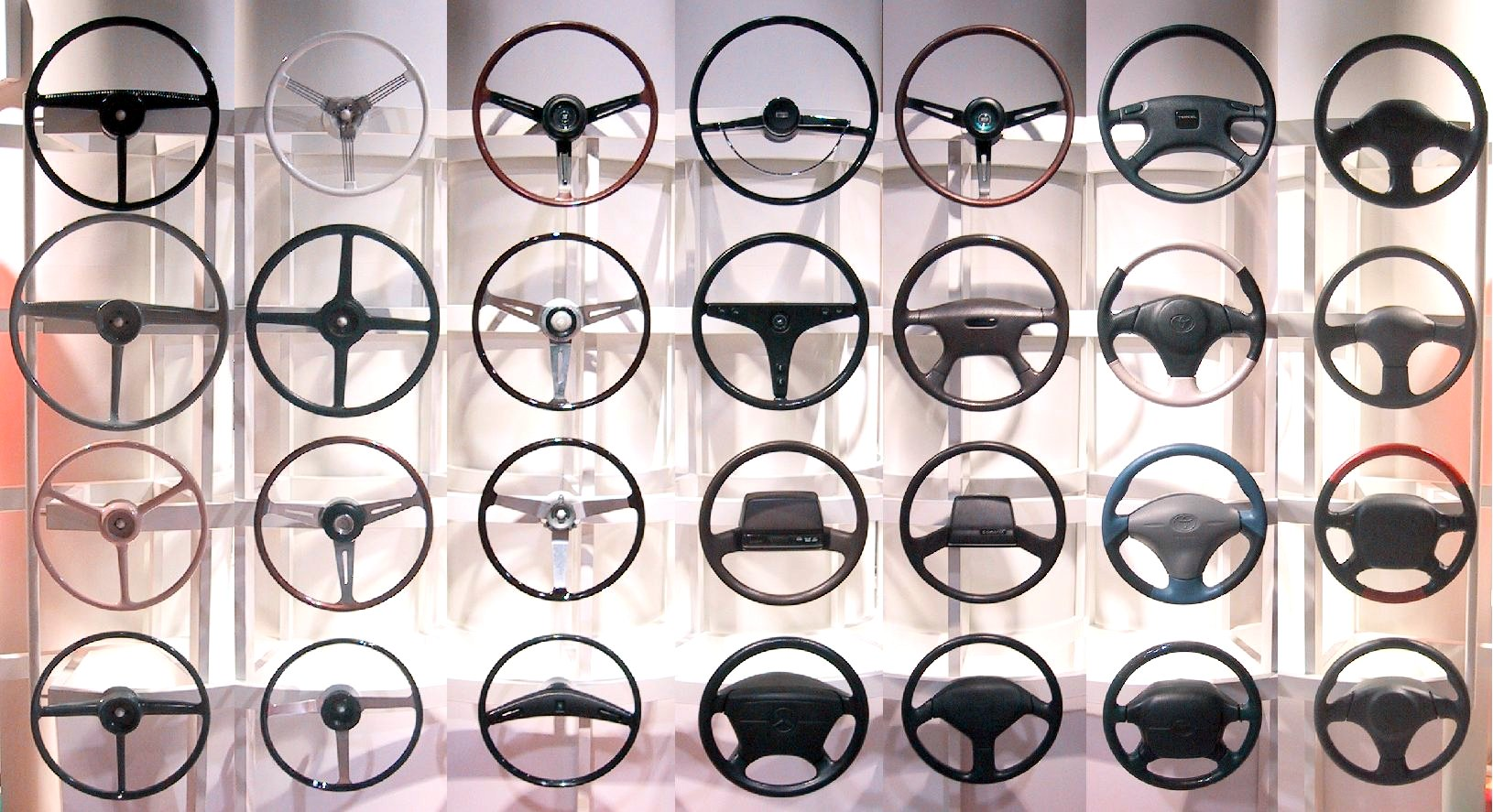
様々なステアリングホイール (ハンドル)

ステアリング・ホイール（英: steering wheel）とは、自動車においてステアリング機構を操作し、回転させて進行方向を調整するための環状の部品。日本や台湾などにおいてはハンドル (handle) と呼ばれてきたが、これは和製英語である。
ステアリング・システムの一部であり、運転する人はステアリング・ホイールを両手で握り、回転させることで進行方向を調整する。右前に前進したいとき、または右後に後退したいときは右回り（時計回り）に、左前に前進したいとき、または左後に後退したいときは左回り（反時計回り）に回転させ、ステアリング機構を操作しながら前進・後退する。

## 歴史
自動車の黎明期には、ステアリングの調整はティラーバー（棒状のハンドル）で行っていた。1894年のパリ - ルーアン間のレースに、Alfred Vacheronがパナール (Panhard) の4馬力モデルにステアリング・ホイールを着けた自動車で参加したという記録が残っており、これが特筆に値する記録としては最初期のものと考えられている。1898年からはPanhard et Levassorがステアリング・ホイールを標準装備するようになった。1898年にチャールズ・ロールズは、ステアリング・ホイールを装備した車を初めてイギリスに輸入したが、それはフランスのパナール6馬力タイプであった 。

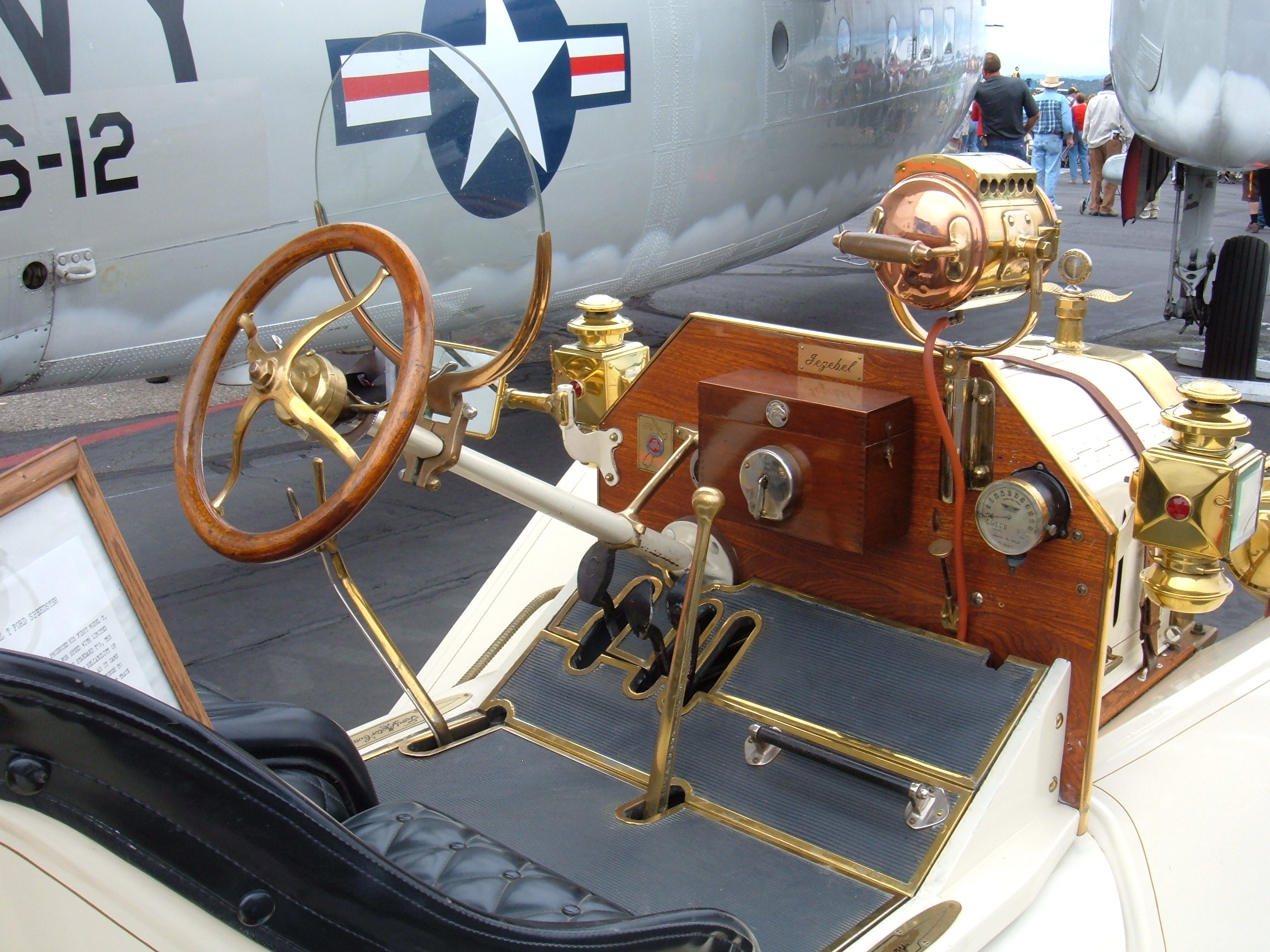
フォード・モデルT（1913年）のステアリング・ホイール
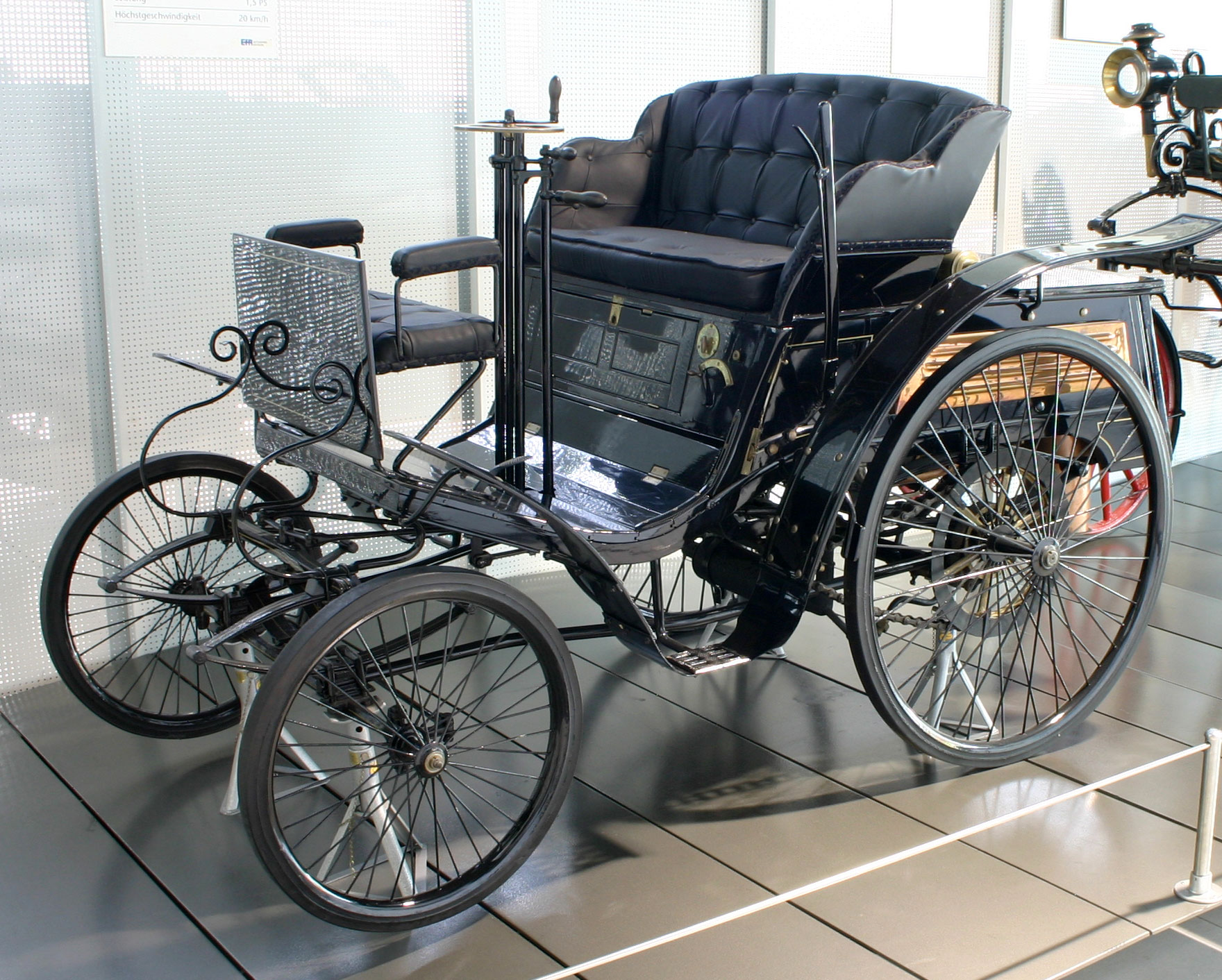
ベンツ・ヴェロ（1894年）のティラーバー

## ギャラリー

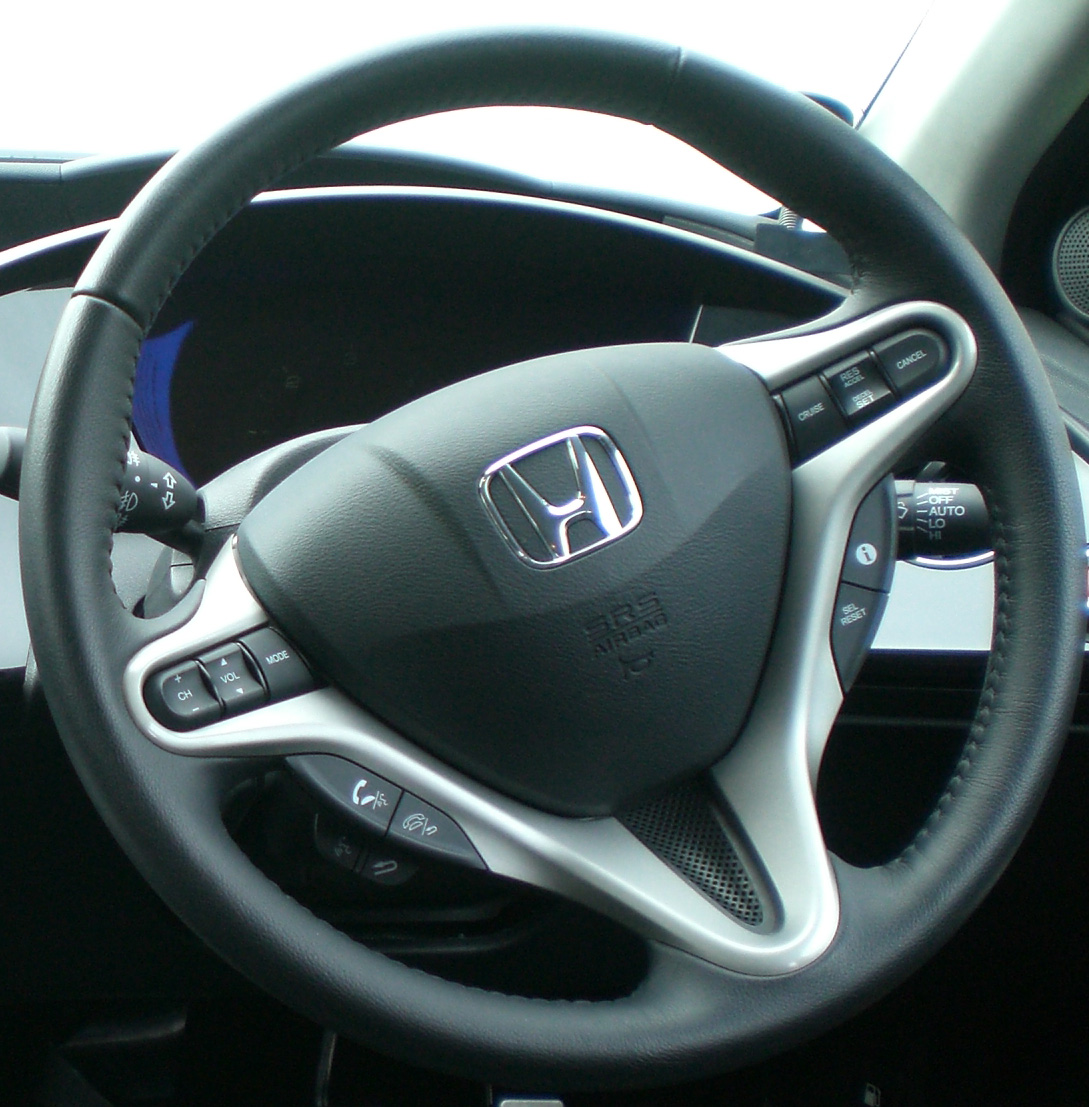
エアバッグが備わったステアリング・ホイール（ホンダ・シビック（2007））
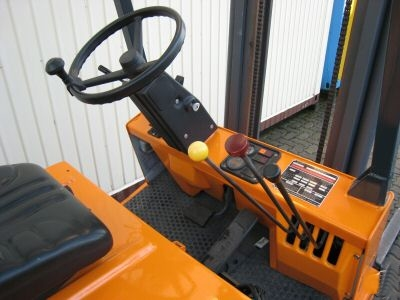
ノブ付きハンドル（フォークリフト）
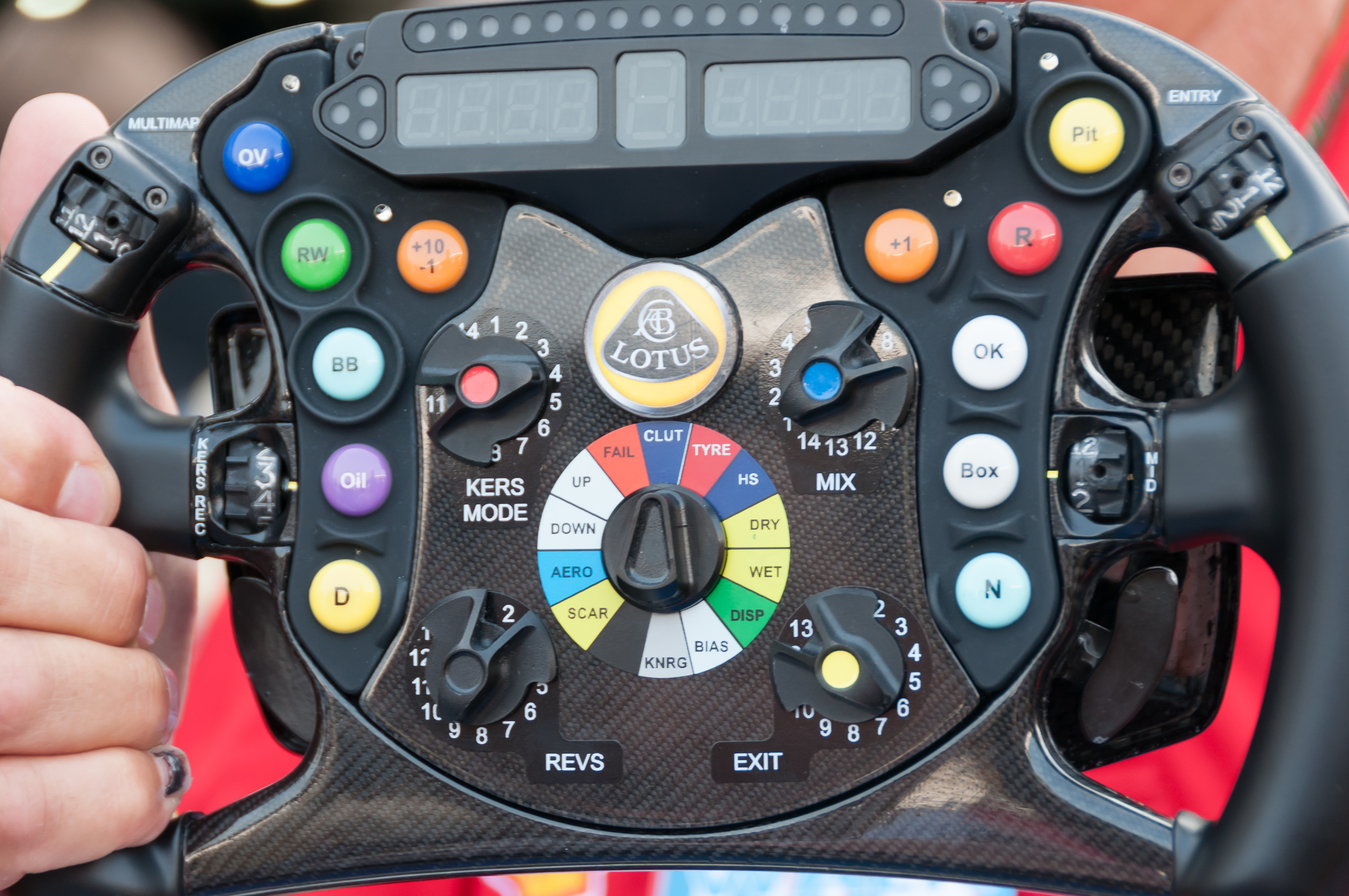
F1マシンロータス・E20のステアリングホイール
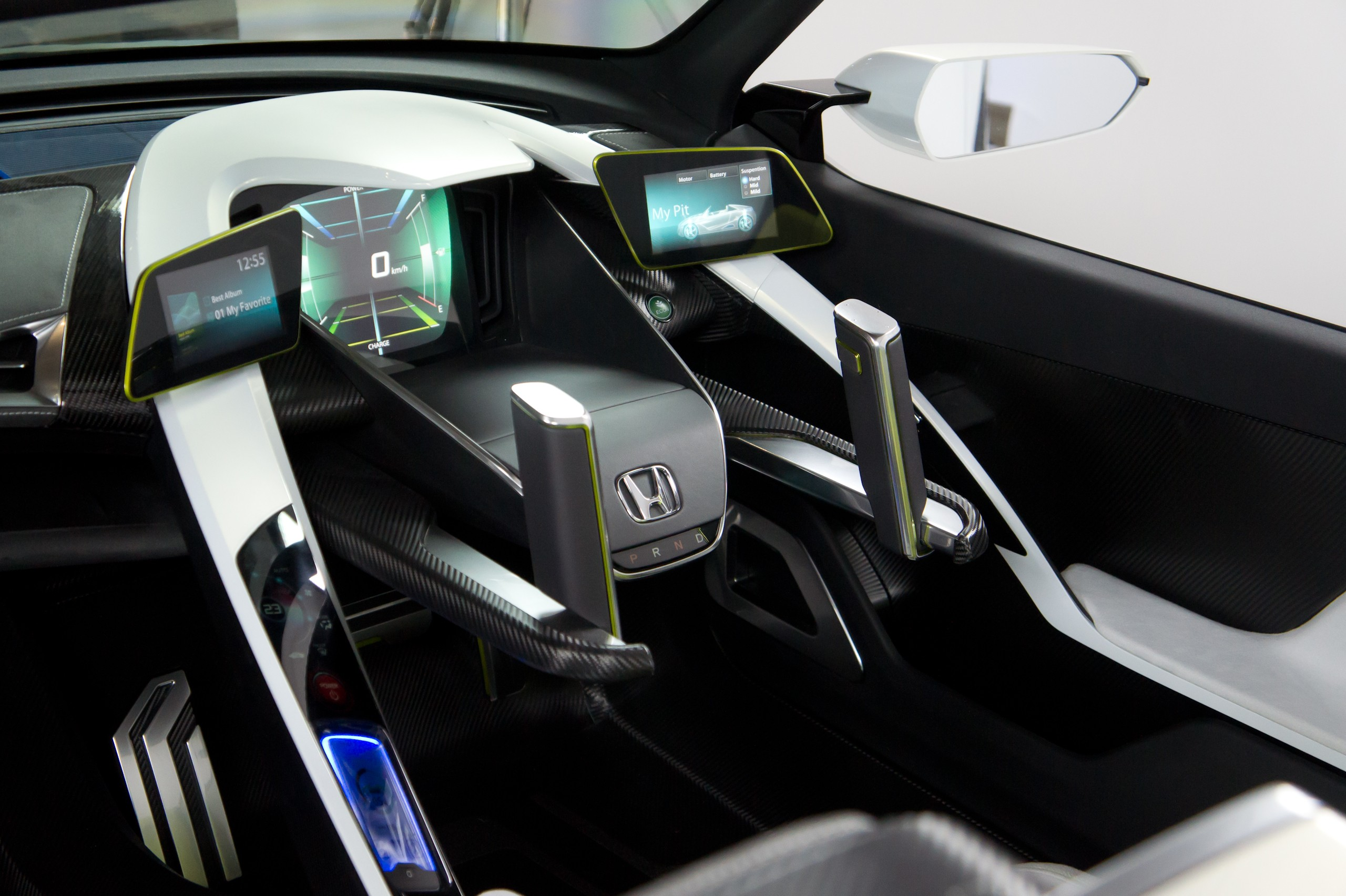
ツインレバー・ステアリング装備のホンダEV-STER (2011)
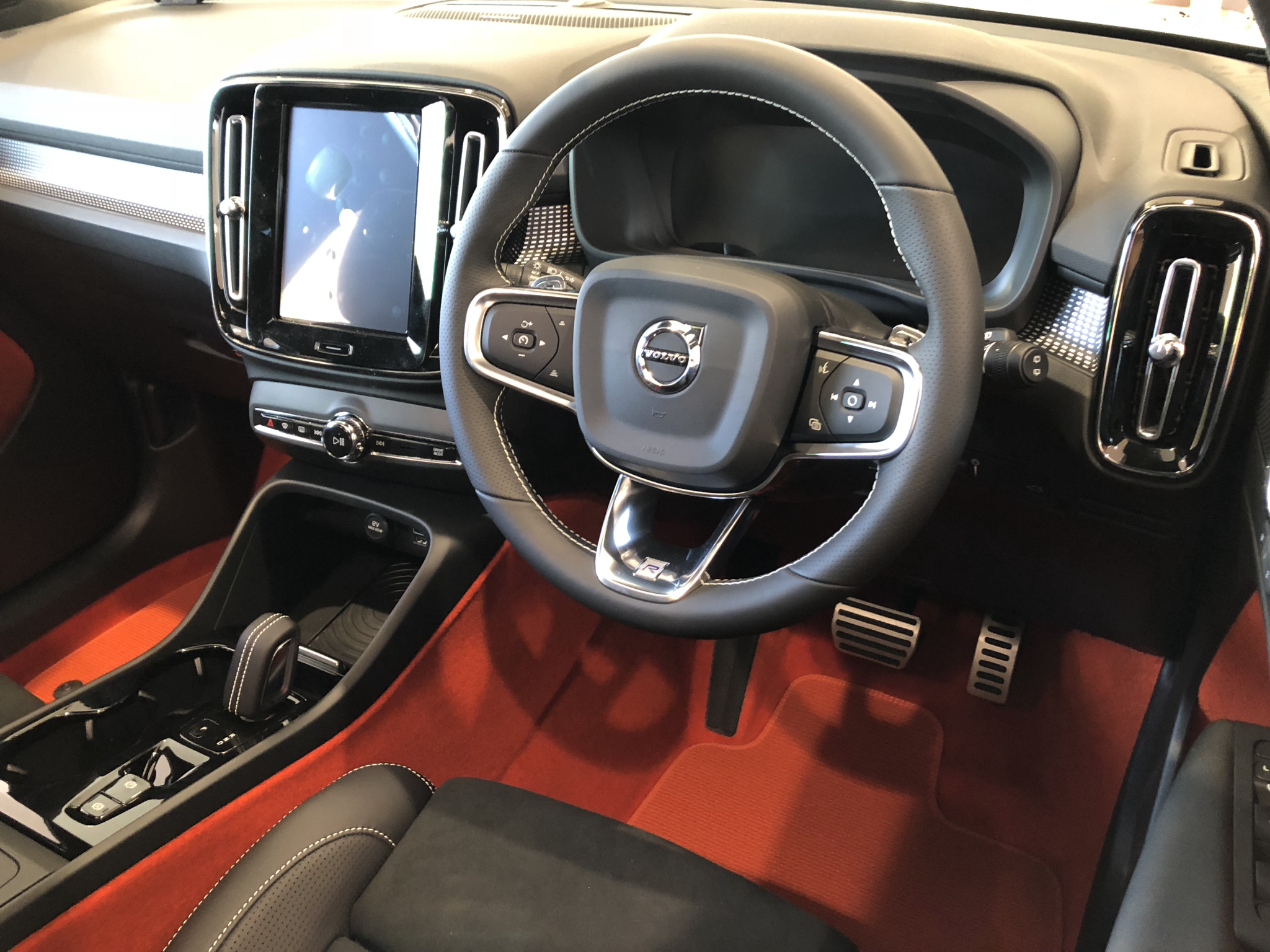
アダプティブクルーズコントロール装備のステアリング・ホイール ボルボ・XC40 (2018)
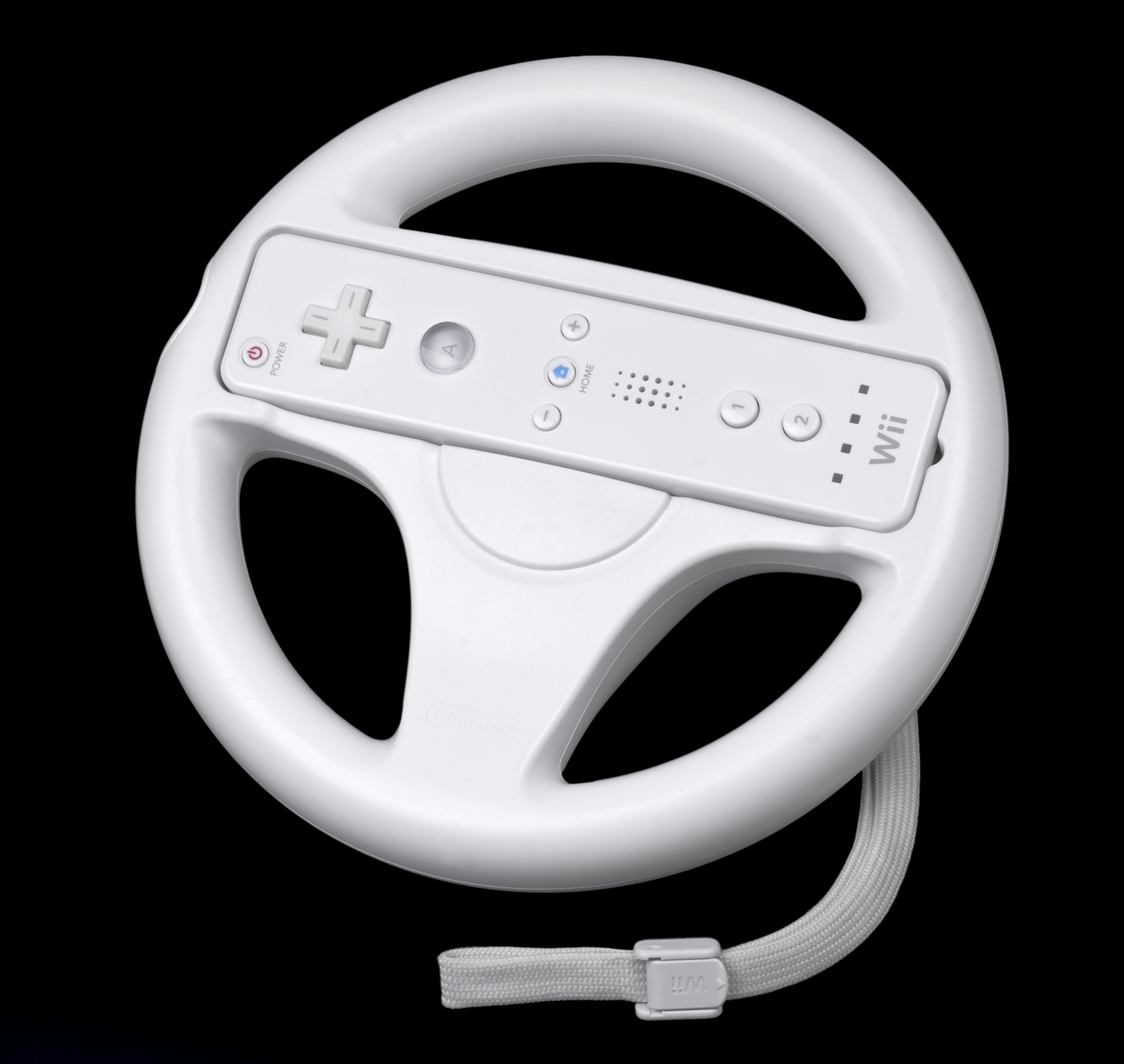
Wiiハンドル(ゲーム機の周辺機器)